# Časopis Národního Muzea. Rada Přírodovědna
Časopis Národního Muzea. Rada Přírodovědna (abreviado Čas. Nár. Muz., Rada Přír.) fue una revista con ilustraciones y descripciones botánicas que fue editada en Praga. Se publica desde el número 159 en el año 1990 hasta ahora. Fue precedida por Časopis Národního Muzea v Praze. Rada přírodovědna. 